# Puccinia elymi
Puccinia elymi ist eine Ständerpilzart aus der Ordnung der Rostpilze (Pucciniales). Der Pilz ist ein Endoparasit von Wiesenrauten und Quecken. Symptome des Befalls durch die Art sind gelbe Rostflecken und Pusteln auf den Blattoberflächen der Wirtspflanzen. Das Verbreitungsgebiet umfasst ganz Eurasien.

## Merkmale
Puccinia elymi ist mit bloßem Auge nur anhand der auf der Oberfläche des Wirtes hervortretenden Sporenlager zu erkennen. Sie wachsen in Nestern, die als gelbliche bis braune oder schwärzliche Flecken und Pusteln auf den Blattoberflächen erscheinen.
Das Myzel von Puccinia elymi wächst wie bei allen Puccinia-Arten interzellulär und bildet Saugfäden, die in das Speichergewebe des Wirtes wachsen. Ihre Pyknien und Aecien sind nicht näher beschrieben. Die Uredien wachsen einzeln oder Reihen und sind hellbraun. Ihre Uredosporen sind kugelig bis leicht ellipsoid, 22–32 × 17–23 µm groß, blassbraun und stachelwarzig. Die Telien der Art wachsen als blattunterseitigen Ovale und sind lange bedeckt und gräulich. Die Teleutosporen sind zwei- bis vierzellig, keulen- bis spindelförmig und 54–90 × 10–18 µm groß. Sie sind hellbraun, ihre Stiele sind sehr kurz und braun.

## Verbreitung
Puccinia elymi besitzt ein Verbreitungsgebiet, das sich über das gesamte Eurasien erstreckt.

## Ökologie
Die Wirtspflanzen von Puccinia elymi sind als Haplont Wiesenrauten (Thalictrum spp.) sowie Quecken (Elymus spp.) für den Dikaryonten. Der Pilz ernährt sich von den im Speichergewebe der Pflanzen vorhandenen Nährstoffen, seine Sporenlager brechen später durch die Blattoberfläche und setzen Sporen frei. Die Art verfügt über einen Entwicklungszyklus mit Pyknien, Uredien, Telien und Aecidien.